# Discografia de Danielle Cristina
A discografia de Danielle Cristina é a lista de CDs da cantora de gênero gospel, Danielle Cristina. Sua carreira tem mais de treze anos, e compreende oito álbuns de estúdio. Os álbuns Tudo Entregarei, Projeto Santo e No Coração de Deus foram lançados pela gravadora Cristo Vencedor, com direção executiva do Pastor Ouriel de Jesus, e da cantora gospel Elaine de Jesus. O albúm Tudo Entregarei foi o primeiro trabalho de Danielle pela Cristo Vencedor, que se apresentava como Danielle Souza, gravado em Boston, Massachusetts, EUA, onde ela congregava na Assembléia de Deus em Somerville. No ano seguinte, com tantos pedidos do albúm no Brasil, a cantora, segue uma opinião da Diretora Artística da Gravadora, Elaine de Jesus, e relança o CD, tendo como título o novo Hino, Projeto Santo, que foi o carro chefe do CD, o projeto gráfico também foi refeito. Ambos foram bem sucedidos em vendas, com destaque para as vendas do CD No Coração de Deus, chegando a marca de 100 mil copias, garantindo o primeiro disco de ouro da cantora no ano de 2004. 
Em 2006 assina contrato com a gravadora Central Gospel Music, e lança o álbum 'Alegrai-vos' sendo sucesso de vendas chegando a marca de 80 mil discos comercializados, neste albúm, como as matrizes dos CDs da Gravadora Cristo Vencedor não foram liberadas a Danielle, ela regravou as musicas 'Deus, Tú És Santo' e 'Projeto Santo', que foram sucesso nas rádios.
Danielle nesta época desligou-se da Igreja do Avivamento Mundial Assembléia de Deus em Boston, Massachusetts e fundou junto com o seu esposo o Ministério Avivar em Danbury. Desde então, a cantora vem lançando seus trabalhos pela Gravadora Central Gospel Music, tendo como lançamento o CD É Só Adorar. Nesse momento, a cantora e seu marido retornam ao Brasil no Rio de Janeiro e atualmente congregam na Igreja Assembléia de Deus Ministério Vitória em Cristo.

## Discografia
| Ano  | Título | Vendas                   | Certificações                             |
| ---- | --- | ------------------------ | ----------------------------------------- |
| 1998 | Tudo Entregarei - Lançamento: 1998 - Gravadora: Cristo Vencedor - Formatos: CD                                      | - Vendas Totais: 9.000   |                                           |
| 1999 | Projeto Santo - Lançamento: 1999 - Gravadora: Cristo Vencedor - Formatos: CD                                        | - Vendas Totais: 11.000  |                                           |
| 2004 | No Coração de Deus - Lançamento: 2004 - Gravadora: Cristo Vencedor - Formatos: CD                                   | - Vendas Totais: 100.000 | - Ouro                                    |
| 2007 | Alegrai-vos - Lançamento: 2007 - Gravadora: Central Gospel Music - Formatos: CD                                     | - Vendas Totais: 80.000  | - Ouro                                    |
| 2009 | Fidelidade - Lançamento: dezembro de 2009 - Gravadora: Central Gospel Music - Formatos: CD                          | - Vendas Totais: 100.000 | - Ouro                                    |
| 2011 | Acreditar - Lançamento: 17 de dezembro de 2011 - Gravadora: Central Gospel Music - Formatos: CD                     | - Vendas Totais: 40.000  | - Disco de Ouro, mas não foi certificado. |
| 2014 | É Só Adorar - Lançamento: 7 de junho de 2014 - Gravadora: Central Gospel Music - Formatos: CD                       | - Vendas Totais: 20.000  |                                           |
| 2016 | Um Novo Tempo - Lançamento: 13 de agosto de 2016 - Gravadora: Central Gospel Music - Formatos: CD, download digital | - Vendas Totais: 16.000  |                                           |